# Soulvache
Soulvache (bretonisch: Soulvac'h) ist eine französische Gemeinde mit 339 Einwohnern (Stand: 1. Januar 2022) im Département Loire-Atlantique in der Region Pays de la Loire; sie gehört zum Arrondissement Châteaubriant-Ancenis und zum Kanton Châteaubriant. Die Einwohner werden Soulvachais genannt.

## Geografie
Soulvache ist die nördlichste Gemeinde des Départements Loire-Atlantique. Sie liegt etwa 68 Kilometer nördlich von Nantes und etwa 35 Kilometer südöstlich von Rennes. Der Brutz begrenzt die Gemeinde im Westen und der Semnon im Norden. Umgeben wird Soulvache von den Nachbargemeinden Thourie im Norden, Fercé im Osten, Rougé im Süden sowie Teillay im Westen und Südwesten.

## Bevölkerungsentwicklung
| Jahr                       | 1962 | 1968 | 1975 | 1982 | 1990 | 1999 | 2006 | 2017 |
| Einwohner                  | 634  | 582  | 502  | 430  | 402  | 402  | 393  | 350  |
| Quellen: Cassini und INSEE |      |      |      |      |      |      |      |      |

## Sehenswürdigkeiten
- Alte Kirche Saint-Jean
- Kirche Saint-Jacques aus der Mitte des 19. Jahrhunderts
- Kapelle Saint-Fiacre aus dem 17. Jahrhundert

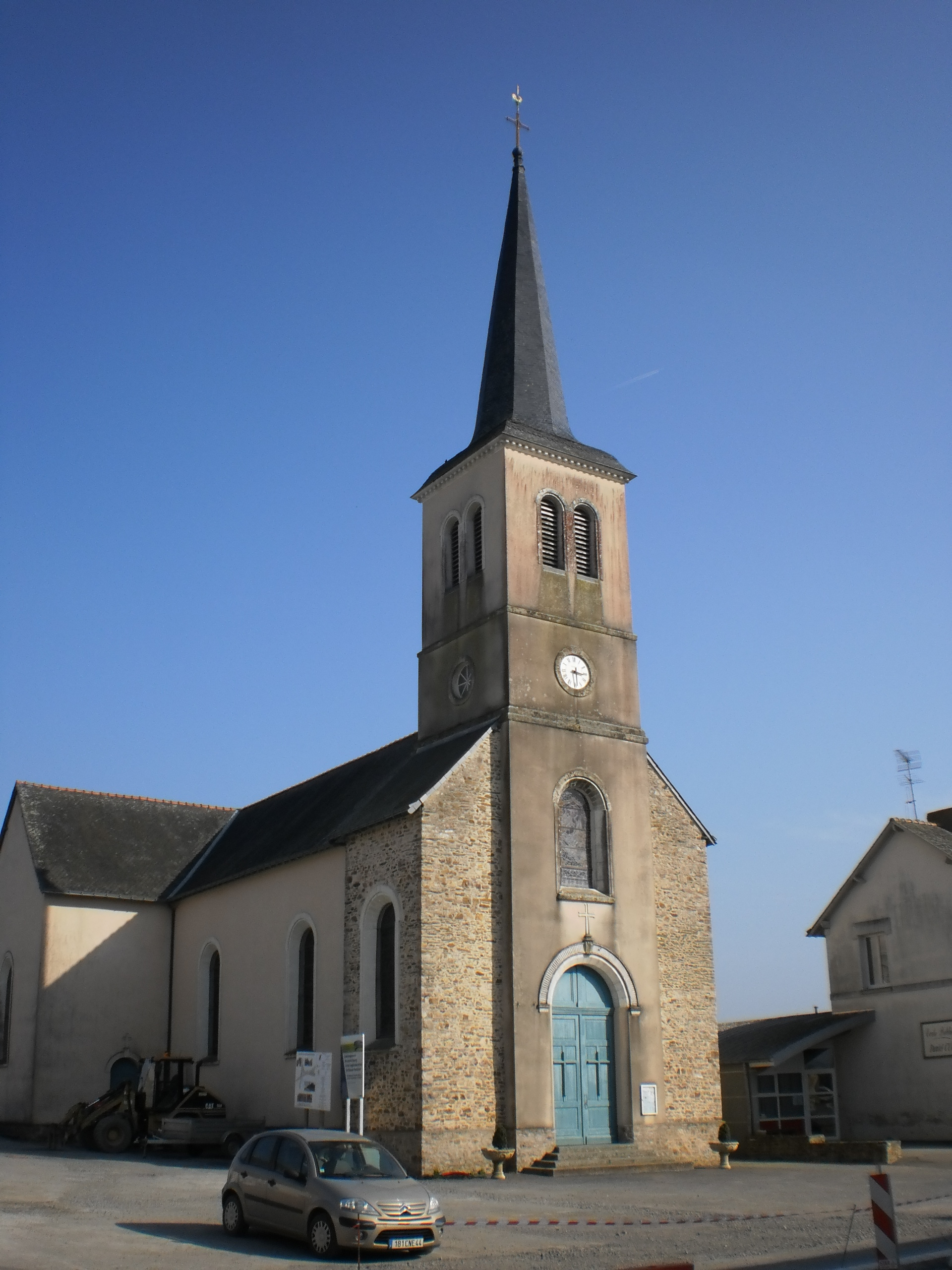
Kirche Saint-Jacques